# Icens
|  | No s'ha de confondre amb Ucens. |

Els icens (en llatí Iceni) eren un poble celta de Britànnia. Sota aquest nom només els menciona Tàcit. Vivien a la regió entre Norfolk i Suffolk o potser fins a l'Essex. Els seus veïns eren els trinovants (trinovantes); al nord tenien als coritans.

Tribus celtes a Britànnia

Juli Cèsar parla de les tribus que se li van rendir després de la seva victòria sobre els cantiaci (Kent): els ceni magni, els segontiaci, els ancalites, els bibroci i els cassi. D'aquesta tribus els cassi eren probablement els ancestres dels catuvel·launs, i els segontiaci podrien ser un poble del nord de Gal·les (on un establiment romà es va dir Segontium) però els altres no han estat identificats, si bé s'ha pensat que els ceni magni (grans cens) podrien ser els icens.

## Història
El primer rei icè conegut (per les monedes) és Can Duro (Duro podria ser un títol) que va governar fins potser l'any 25 i el va succeir Antèdios que el 43 es va fer client de Roma. Al mateix temps apareixen monedes d'un altre rei, Aesus, segurament oposat als romans. Un altre rei apareix cap a l'any 45, segurament també oposat als romans, que per les monedes se sap que es deia Saenus, un dels caps de la revolta del 47, i segurament va morir a la lluita que va seguir amb els romans. En aquesta lluita el propretor Publi Ostori Escàpula, després de fortificar les valls d'Autona (Aufona) i Sabrina, va atacar, derrotar i reduir als icens. Després va atacar als cangi que vivien molt lluny, prop de la mar d'Irlanda. Segurament els romans, sota l'emperador Claudi, van imposar l'any 48 al rei pro-romà Prasútag (Prasutagus o Prasto). La seva dona era la famosa Boadicea.
Prasútag va morir sobre l'any 59 i va deixar el regne a l'emperador Neró, tal com s'havia acordat quan li van concedir el regne, i a les seves dues filles. Però Neró va anul·lar l'estatus de client romà que tenia el regne dels icens i se'l va annexionar, perquè considerava que un territori que corresponia a l'emperador no es podia partir entre diversos hereus i a més les dones, en el dret romà, no heretaven. La vídua i regent Boadicea, davant del pillatge del procurador imperial Cat Decià, i després de ser fuetejada i les seves filles violades va encapçalar la revolta a la que es van unir els veïns trinovants l'any 60. La Legió IX Hispana va ser derrotada i van saquejar les ciutats de Camulodunum (Colchester), Verulàmium (Saint Albans) i Londínium (Londres) l'any 61 però derrotats els rebels per les forces del governador Gai Suetoni Paulí a Manduessedum els anys 61 i 62 la revolta va quedar totalment aplanada.
Claudi Ptolemeu parla d'un poble anomenat simenis, que podrien ser els icens, i diu que tenien per ciutat principal Venta (potser Norwich). Però els Itinerarium l'anomenen Venta Icenorum i segurament seria una ciutat romana construïda sobre les ruïnes de la ciutat dels icens. Exixtia una altra ciutat de nom Venta (Winchester) que era anomenada Venta Belgarum.